# Quatrième circonscription de la préfecture d'Ehime
La quatrième circonscription de la préfecture d'Ehime (愛媛県第4区, Ehime-ken dai-yon-ku) est une ancienne circonscription législative de la préfecture d'Ehime au Japon. Elle comptait 247 534 électeurs en date du 1er septembre 2021.

## Description géographique
La quatrième circonscription de la préfecture d'Ehime regroupait les villes d'Uwajima, Yawatahama, Ōzu, Iyo et Seiyo ainsi que les districts de Kamiukena, Kita, Nishiuwa, Kitauwa, Minamiuwa.

## Députés
| Législature | Début de mandat | Fin de mandat | Député élu          |  | Parti politique |
| ----------- | --------------- | ------------- | ------------------- |  | --------------- |
| 41e         | 1996            | 2000          | Kōichi Yamamoto     |  | PLD             |
| 42e         | 2000            | 2003          | Kōichi Yamamoto     |  | PLD             |
| 43e         | 2003            | 2005          | Kōichi Yamamoto     |  | PLD             |
| 44e         | 2005            | 2009          | Kōichi Yamamoto     |  | PLD             |
| 45e         | 2009            | 2012          | Kōichi Yamamoto     |  | PLD             |
| 46e         | 2012            | 2014          | Kōichi Yamamoto     |  | PLD             |
| 47e         | 2014            | 2017          | Kōichi Yamamoto     |  | PLD             |
| 48e         | 2017            | 2021          | Kōichi Yamamoto     |  | PLD             |
| 49e         | 2021            | -             | Junji Hasegawa (ja) |  | PLD             |